# Fouquieria splendens
Fouquieria splendens ist eine Pflanzenart aus der Gattung Fouquieria. Ein spanischer Trivialname ist „Ocotillo“ [ˌokoˈtiʎo].

## Beschreibung
Fouquieria splendens ist ein laubabwerfender, xerophytischer Strauch, der Wuchshöhen von 2 bis 9 m erreicht. Fast das ganze Jahr erscheint die Pflanze wie eine Ansammlung abgestorbener Zweige, bei Regen bekommt Fouquieria splendens schnell kleine Blätter, welche einige Wochen bis Monate erhalten bleiben. Die einzelnen Stämme von Fouquieria splendens erreichen einen Durchmesser von etwa 5 Zentimetern. Schon am Boden verzweigt sich Fouquieria splendens sehr stark, darüber gibt es nur vereinzelt weitere Verästelungen. Die Dornen sind bis zu 4 cm lang. Es gibt zwei verschiedene Blatttypen. Die größeren Laubblätter weisen eine Länge von etwa 5 cm auf, besitzen eine eiförmige, dicke und ledrige Blattspreite und 1 bis 2,5 cm langen Blattstiel. Die kleineren, zu zweit bis sechst zusammenstehenden, Blätter sind 1 bis 2 cm lang und 4 bis 9 mm breit mit 2 bis 8 mm langen Blattstielen.
Die Blüten erscheinen im Frühling und Sommer in kleinen Gruppen an der Spitze der einzelnen Stämme. Die zwittrigen Blüten sind fünfzählig. Es sind fünf freie, ungleiche Kelchblätter vorhanden. Die fünf meist scharlachroten Kronblätter sind röhrig verwachsen. Es sind zehn bis 15 freie Staubblätter vorhanden. Drei Fruchtblätter sind zu einem synkarpen, oberständigen Fruchtknoten verwachsen. Die Blüten produzieren Nektar und werden von Kolibris und Bienen bestäubt.
Die dreifächerigen Kapselfrüchte enthalten viele geflügelte Samen.
Die Chromosomenzahl beträgt 2n = 24.

## Systematik und Verbreitung
Fouquieria splendens ist im Norden Mexikos und im Südwesten der USA verbreitet.
Die Erstbeschreibung von Fouquieria splendens erfolgte 1848 durch George Engelmann in F.A. Wislizenus: Memoir of a tour to northern Mexico: connected with Col. Doniphan’s expedition, in 1846 and 1847; erschienen 1848, S. 96.
Manche Botaniker teilen die Art in drei Unterarten ein:
- Fouquieria splendens subsp. splendens: Sie kommt vom südlichen Kalifornien bis zum südwestlichen Texas und dem nördlichen Mexiko vor.
- Fouquieria splendens subsp. breviflora Henrickson: Sie kommt im westlich-zentralen Mexiko vor.
- Fouquieria splendens subsp. campanulata (Nash) Henrickson: Sie kommt im mexikanischen Bundesstaat Durango vor.

## Nutzung
In ihrer Heimat wird Fouquieria splendens oft als Heckenpflanze verwendet. Aufgrund ihres geringen Gewichtes werden die Stämme häufig als Gehstöcke verwendet.